# Karl Köther (Sänger)
August Karl Köther (* 2. Januar 1899 in Linda, Kreis Weimar; † 9. April 1967 in Zeitz) war ein deutscher Sänger (Bassbariton), Regisseur und Intendant.

## Leben
Karl Köther begann seine sängerische Karriere 1921/22 am Stadttheater Heilbronn. Von 1922 bis 1929 war er am Stadttheater Wiesbaden engagiert. 1928 war er in Wiesbaden an den deutschen Erstaufführungen der Madonna Imperia von Franco Alfano und den Drei Minuten-Opern von Darius Milhaud beteiligt. 1929 wechselte er an das Staatstheater Nürnberg. Von 1934 bis 1938 wirkte er am Landestheater Darmstadt. Zuletzt war er von 1938 bis 1951 am Stadttheater Chemnitz engagiert. Karl Köther hat mit seiner Ehefrau Anni Köther (geb. Falz) zwei Kinder, Dr. Horst Köther und Annemarie Anton (geb. Köther). Er wurde in Wolmirstedt zur Ruhe gebettet.
In Chemnitz wirkte er darüber hinaus als Regisseur. 1951 wurde er Intendant am Stadttheater Eisenach, 1954 am Theater Köthen und 1960 am Theater Zeitz. Dort wurde zum Ehrenmitglied ernannt.
Zu seinem Repertoire als Sänger gehörten u. a. Der Wildschütz (Graf Eberbach), Tannhäuser und der Sängerkrieg auf Wartburg (Wolfram), Rigoletto (Titelrolle) und Don Carlos (Posa).